# マダガスカルヨコクビガメ
マダガスカルヨコクビガメ（馬達加斯加横首亀、Erymnochelys madagascariensis）は、爬虫綱カメ目ヨコクビガメ科（ナンベイヨコクビガメ科とする説もあり）マダガスカルヨコクビガメ属に分類されるカメ。本種のみでマダガスカルヨコクビガメ属を構成する。

## 分布
マダガスカル（西岸のモザンビーク海峡側にそそぐ河川およびその周辺）

## 形態
最大甲長46.3センチメートル。背甲は扁平で、上から見ると俵型。背甲の甲板には放射状に皺が入る。左右の喉甲板の間にある甲板（間喉甲板）は小型で肩甲板には接せず、そのため左右の喉甲板は接する。
頭部は大型で、吻端は突出する。左右の眼窩の間に溝がない。上顎は弱く鉤状、下顎は強く鉤状になる。下顎には1つだけ髭状の突起があるが、稀に左右に1つずつある個体もいる。頭部および頸部背面の色彩は褐色や赤褐色。側頭部や喉の色彩は黄色や黄褐色で、暗褐色の斑紋が入る個体もいる。頸部腹面の色彩は淡黄色。四肢や尾の色彩は灰色やオリーブ色。
幼体は椎甲板に筋状の盛り上がり（キール）があり、後部縁甲板は鋸状に尖る。成長に伴いキールや縁甲板の突起は滑らかになる。

## 分類
ナンベイヨコクビガメ属に含む説もあったが、内部形態から本種のみで独立した属を構成すると考えられるようになった。

## 生態
流れの緩やかな大型河川その支流・湖沼・湿地などに生息する。水棲傾向が強く、産卵以外で上陸しない。
魚類、水棲の巻貝、ヨシ類の茎や根茎などを食べるが、昆虫、甲殻類、陸生植物の果実なども食べる。オスは年間を通じてほぼ動物食。幼体とメスの成体は乾季には動物食傾向が、雨季は雑食傾向が強くなる。
繁殖様式は卵生。1回に6 - 29個の卵を年に1 - 3回に分けて産む。

## 人間との関係
食用の乱獲などにより生息数は激減している。マダガスカルでは本種の採集は法的に制限されているが、保護区内を含めて密猟されることもある。1975年のワシントン条約発効時からワシントン条約附属書IIに掲載されている。
ペットとして飼育されることもあり、日本にも輸入されている。流通量は少ない。稀に繁殖個体が流通することもある。大型種のため、大型のケージが用意できない限り一般家庭での飼育には向かない。アクアリウムで飼育される。野生下では水棲傾向が強いが、飼育下では日光浴を行う（特に幼体）こともある。飼育下では人工飼料にも餌付く。